# Tysklands højindustrialisering
Tysklands højindustrialisering er betegnelsen for en fase i Tysklands økonomiske historie. Tidsmæssigt ligger den efter den industrielle revolution i Tyskland og frem til 1. verdenskrigs udbrud. Dette svarer nogenlunde til den periode hvor det Tyske Kejserrige eksisterede. I perioden mellem 1870 og 1914 skiftede Tyskland karakter fra stadig at være et udpræget landbrugsland til at være en moderne industristat. I denne Gründerzeit ("grundlæggertiden") ændredes ikke blot de økonomiske strukturer. Processen havde også effekt på samfundet. De indenlandske vandringer, en større urbanisering og etableringen af sociale og frem for alt markedsbetingede klasser kan direkte føres tilbage til højindustraliseringen. Indirekte fik udviklingen betydning på den politiske kultur (fremkomsten af politiske folkepartier og interesseorganisationer) og det kulturelle liv (f.eks. i form af Jugendbevægelsen som protest mod moderniseringen). Højindustrialiseringen fulgte efter den Anden industrielle revolution og omfattede automatisering af produktionsprocessen – masseproduktion og samlebånd.

## Tidsmæssig afgrænsning
Mens tidspunktet for begyndelsen af den Industrielle revolution i Tyskland – take off fasen – er omstridt indenfor den økonomisk historiske forskning, er der stort set enighed om, hvornår højindustrialiseringen begyndte. Den lå efter den tidlige industrialisering (fra begyndelsen til midten af 1800-tallet) og det industrielle gennembrud fra begyndelsen af 1850'erne til starten af 1870'erne og falder derfor tidsmæssigt sammen med grundlæggelsen af det Tyske Kejserrige. Højindustrialiseringsperioden begyndte således omkring 1870 og sluttede i 1914 da udbruddet af 1. verdenskrig førte til at våbenindustrien blev den dominerende erhvervssektor.

## Økonomien
Alt i alt oplevede den tyske økonomi sit første "Wirtschaftswunder" under det tyske kejserrige. Frem for alt i forhold til det industrielle foregangsland Storbritannien udbyggede den tyske industri sin position. De tyske staters produktion udgjorde i starten af 1860'erne kun ca. 4,9% af verdensproduktionen og lå dermed langt efter Storbritanniens andel på omkring 20%. Mellem 1880 og 1900 lå Tyskland på tredjepladsen, når man sammenlignede industrilandene. I 1913 havde Tyskland (14,8%) overhalet Storbritannien (13,6%) og lå på 2. pladsen efter USA (32%). Indenfor handelen lå Tyskland i 1913 endnu noget efter Storbritannien, men var stærkere end USA. Tilsvarende positivt udviklede bruttonationalproduktet sig i kejsertiden.

### Konjunkturforløb
Også selv om årtierne mellem kejserrigets grundlæggelse og 1. verdenskrig alt i alt var præget af en dynamisk udvikling kom det i løbet af perioden til betydelige konjunkturudsving. Periodens økonomiske kriser kunne ganske vist ikke stoppe udviklingen hen mod en industristat, men havde dog betydelige økonomiske, sociale og politiske følger. Efter Gründerboomet fra 1867 til 1873 fulgte en Gründerkrise, som fortsatte frem til 1879. I denne periode blev væksten i Tyskland og en række andre lande halveret. I perioder kom det endda til fald i produktionen. Et tegn på denne krise var det, at forbruget af jern i Tyskland faldt til det halve og det samme gjorde minearbejdernes lønninger. Efter en kort opgangsperiode mellem 1879 og 1882 fulgte en knap så voldsom lavkonjunktur, som fortsatte indtil 1886.
Næsten alle samfundsområder og -grupper blev ramt af denne krise og der var derfor en voksende skepsis overfor den industrielle udvikling.
I det følgende fire år frem til 1890 var der igen en periode med højere vækst. Dette var ikke mindst tilfældet i 1889. Efterfølgende fulgte igen en periode med lavere vækst frem til 1895, inden der kom en højkonjunktur. Denne blev flere gange afbrudt af kortere perioder med lavkonjunktur (såsom 1900-1902 og 1907-1908), men de havde ikke en varighed og en styrke, som kunne sammenlignes med kriserne før 1890. I opgangsårene mellem 1895 og 1913 steg nettoinvesteringerne årligt med gennemsnitligt 15%. Man var på vej ud i en lavkonjunktur da 1. verdenskrigs udbrud førte Tyskland ud i en speciel økonomisk situation.
Udover industrien var især landbruget ramt af kriserne. Mens Tyskland frem til grundlæggelsen af kejserriget havde været nettoeksportør af korn, måtte man efter 1876 importere afgrøder i stadig stigende omfang. Med landbrugets stærke forbindelser til verdensmarkedet og som følge af konkurrencen fra USA og Rusland faldt det mulige overskud på landbrugsproduktionen tydeligt.

### Erhvervssektorer
Ved grundlæggelsen af kejserriget udgjorde landbruget stadig den største erhvervssektor i Tyskland. I 1873 lå den primære sektors andel af produktionen på 37,9% og industriens på 31,7%. I 1889 var der ligevægt mellem de to sektorer og i 1895 udgjorde landbrugets andel 32% mens de sekundære erhverv udgjorde 36%. Disse forandringer afspejlede sig også i beskæftigelsen. Mens landbruget i 1871 beskæftigede 8,5 mio. personer mod industrien, transportens og servicesektorens 5,3 mio. var forholdet i 1880 ændret til 9,6 mod 7,5 mio. og i 1890 til 9,6 mod 10 mio. I 1910 var der 10,5 mio. beskæftiget i landbruget mens der i industri, transport og service var 13 mio. arbejdstagere. Antallet af beskæftigede i landbruget var dermed steget lidt, men var faldet langt efter udviklingen i de øvrige sektorer. Værd at bemærke er også fordoblingen i gruppen af personer udenfor erhverv og pensionister, hvilket i første række kan føres tilbage til udviklingen i den tyske sociallovgivning siden Bismarck.

### Industri og minedrift
I løbet af kejsertiden skete der betydelige forskydninger i de toneangivende industrier. De udgjordes hidtil først og fremmest af tekstilindustrien, jernindustrien, minedriften og jernbanebyggeriet. Indenfor tekstilindustrien fik tidligere vigtige områder såsom linnedindustrien hurtigt mindre betydning. Desuden mistede hele tekstilfremstillingsområdet og jernbanebyggeriet sine toneangivende placering. Mens jernbanebyggeriet endnu i 1879 fik tilført 25% af nettoinvesteringerne var det mellem 1885 og 1889 kun knap 6%.
Også selv om andre brancher voksede relativt hurtigere var højindustrialiseringen i vidt omfang præget af mineindustrien. Alene mellem 1907 og 1913 voksede udvindingen af stenkul fra 143 til 191 mio. tons, dvs. med en tredjedel. I alt voksede kulproduktionen i Ruhrområdet til det 10-dobbelte fra 1870 til 1913. Antallet af beskæftigede voksede fra omkring 50.000 til over 440.000, og samtidig voksede det gennemsnitlige antal beskæftigede pr. mine fra ca. 400 til over 2.500. Dermed udbyggede denne region sin førerposition i forhold til Øvre Schlesien og Saarland. Trods dette opsving var de teknologiske landvindinger indenfor minedriften forholdsvis beskedne og produktionen pr. kulminearbejder var – i modsætning til f.eks. jernminerne – ikke meget højere i 1913 end den havde været i begyndelsen af 1880'erne. Derfor var minerne afhængig af den stadige tilvandring af arbejdskraft, især arbejdere af polsk afstamning. Stenkulsminerne var før 1. verdenskrig den største ophobning af ufaglært arbejdskraft. De største mineselskaber var Gelsenkirchener Bergwerks-AG som ejede talrige miner. Tilsvarende udformede private mineselskaber var Harpen AG, Hibernia AG og Mülheimer Bergwerks-Verein. I Saarland blev minedriften foruden nogle private selskaber såsom Saar- und Mosel-Bergwerks-Gesellschaft i betydeligt omfang drevet af den preussiske stat. Mens der i Øvre Schlesien udover statslige miner også var nogle, som var etableret af de store jordbesiddere. En af de største var Vereinigte Königs- und Laurahütte.
Et væsentligt kendetegn ved udviklingen var den nære sammenhæng mellem minedriften og råstofforarbejdningen. Der opstod store vertikalt integrerede koncerner såsom Thyssen, Krupp, Phoenix, Hoesch, Gutehoffnungshütte, Bochumer Verein og Deutsch-Luxemburgische Bergwerks- und Hütten-AG som indeholdt samtlige forædlingstrin indenfor bjergværksindustrien.
I jern- og stålindustrien betød nye produktionsmetoder (såsom Thomasprocessen og Siemens-Martin-processen), at produktionen voksede til det 10-dobbelte, i stålindustrien endda til det 25-dobbelte. Beskæftigelsen indenfor metalfremstillingen steg fra 43.000 i 1849 til 443.000 i 1913. I dette område virksomhedsstørrelsen og den geografiske koncentration større end i næsten alle andre erhvervsgrene. I de 50 største virksomheder var 45% af hele erhvervets ansatte beskæftiget. Indenfor branchen stålproduktionens betydning tydeligt i forhold til jernproduktionen – og endnu kraftigere voksede valseværkernes og støberiernes betydning. Stålvalseværkerne alene udgjorde kort før 1. verdenskrig 44% af den samlede produktion indenfor området.
Fra 1890'erne kom der med nye ledende sektorer i form af elektroteknikken, maskinbyggeriet og kemiindustrien.
Den metalforarbejdende industri havde – når man medtager maskinbyggeriet – spillet en stor rolle med at bygge lokomotiver og dampmaskiner siden starten af industrialiseringen. I højindustrialiseringsperioden kom der nye produkter til, og antallet af firmaer og antallet af beskæftigede voksede kraftigt. Disse tilhørte i et vist omfang koncerner indenfor bjergværksindustrien, men der var også betydelige virksomhedern uden tilknytning til bjergværksindustrien. Der var ganske vist nogle højborge for maskinbyggeri, (såsom Chemnitz, Berlin, Leipzig, Hannover, Mannheim og Köln), men det var kendetegnende, at denne industri var spredt ud over landet. Der var ganske vist nogle få store virksomheder, men industrien var kendetegnet ved mellemstore firmaer. Ikke mindst fremstillingen af forbrændningsmotorer og biler fik stor betydning. I 1912 nåede den tyske bilproduktion op på over 16.000 personbiler. Den største producent var Opel med ca. 3.000 køretøjer.
Den kemiske industris succes skyldtes i høj grad at man i virksomhederne beskæftigede egne universitetsuddannede kemikere. Således beskæftigede alene Bayer i Leverkusen over 600 kemikere i 1914. På dette grundlag fremkom der nye produkter og den tyske kemiindustri var før 1. verdenskrig sammen med firmaerne i det nordlige Schweiz førende indenfor dette område. Tyskland stod i 1913 for 28% af verdens eksport af kemiske produkter. Storbritannien lå med 16% på 2. pladsen.
Den højeste vækst i produktionen efter 1871 skete imidlertid indenfor elindustrien. På dette felt kunne Siemens, som siden 1847 havde været en foregangsvirksomhed, i lang tid fastholde sin førende stilling, indtil "Deutsche Edison-Gesellschaft", der var grundlagt af Emil Rathenau blev omdannet til AEG. Konkurrenterne Siemens og AEG blev til dels partnere og drev i fællesskab virksomheden Telefunken fra 1903. Siemens alene beskæftigede i 1913 57.000 medarbejdere i Tyskland og yderligere 24.000 i udlandet. Til sammen havde Siemens og AEG en førende rolle på verdensmarkedet. Denne industrigren var samlet i Berlin, hvor ca. 60% af medarbejderne var beskæftiget.
Industriens stigende behov for energi og den tiltagende elektrificering, som også omfattede boligerne førte til fremkomsten af energikoncerne såsom RWE og EW, som opdelte markedet mellem sig gennem statslige koncessioner og leveringsaftaler til lokale distributører.
Vækstraterne siger imidlertid kun delvis noget om den industrielle struktur. I årene 1911/1913 var ud af alle beskæftigede i fremstillingssektoren 15,7% beskæftiget ved metalforarbejdning (mod 11,1% i 1875), ved minedrift 7,4% (5,3%), ved metalfremstilling 3,/% (2,7%) og i den kemiske industri 2,3% (1,2%). Beklædningsindustrien udgjorde 13,3% (19,8%) og nærings- og nydelsesmiddelindustrien 11,8% (12,4). Tekstilfremstillingen var gået meget tilbage til 9,5% (17,1%)

### Virksomhedsstrukturen
Under højindustrialiseringsperioden blev den centraliserede fabrik klart den dominerende produktionsform i Tyskland. Mens det i 1873 kun var ca. en tredjedel af alle beskæftigede, som arbejdede på fabrik var tallet omkring 1900 steget til to tredjedele. Samtidig ændrede strukturen i virksomhederne sig tydeligt. I 1875 var 64% af alle arbejdstagere ansat i virksomheder med under 5 beskæftigede, mens tallet i 1907 var faldet til 32%. Til gengæld var 26% ansat i virksomheder med mellem 5 og 50 ansatte mens 37% var ansat i større virksomheder med mellem 50 og 1.000 ansatte. I de store virksomheder med over 1.000 ansatte var 5% ansat, og det var kun få virksomheder som rent faktisk var så store. Blandt dem var Krupp, som allerede i 1887 havde 21.000 ansatte. Andelen af store virksomheder var størst indenfor minedriften og jern- og stålindustrien. Herefter kom maskinfremstilling, el- og kemiindustrien samt tekstilfremstillingen. Den mindste andel fandt man i læder-, træ- og næringsmiddelindustrien samt i beklædnings- og rengøringsbranchen. Der var en direkte sammenhæng mellem størrelsen og virksomhedens driftsform. Af de 100 største industrivirksomheder var 4 ud af 5 allerede aktieselskaber.
Et yderligere træk ved udviklingen var den tiltagende koncentration på ejersiden. Der opstod koncerner, enten gennem sammenslutning af ensartede foretagender eller ved tilkøb af virksomheder som udførte forudgående eller efterfølgende funktioner. Et eksempel er stålværker, som erhverver sig kulminer eller opfører valseværker. Der opstod også karteller, som styrede markedet gennem prisaftaler, fastlæggelse af produktionsmængder eller tilsvarende aftaler. De mest succesfulde var Rheinisch-Westfälisches Kohlen-Syndikat, råjernssyndikatet, stålværksforbudnet og indenfor kemien tripelforbundet af BASF, Bayer og Agfa). Også virksomhederne Hoechst, Cassella og Kalle sluttede sig sammen. Indenfor bestemte produkter var der imidlertid kartelaftaler mellem de to grupper, så det senere I.G. Farben kunne allerede anes. Trods det forblev virkningen af kartellerne begrænset, de påvirkede konkurrenceforholdene uden helt at sætte dem ud af kraft.
Som følge af den voksende virksomhedsstørrelse voksede antallet af funktionærer kraftigt, frem for alt i de store virksomheder, og ledelsen af virksomhederne flyttedes i stigende grad fra iværksætterne over til ansatte ledere. Ikke mindst i de store virksomheder opstod der en virksomhedsintern socialpolitik med det mål at knytte arbejderne til virksomheden og holde dem borte fra socialdemokratiet. Denne politik viste sig meget vellykket. Således anså arbejderne på Krupp sig ofte for at være "kruppianere". Tilsvarende svage var fagforeningernes organisationsmuligheder her.
Imidlertid forsvandt de gamle strukturer ikke fuldstændig. Således kunne hjemmeproduktionen opretholdes i nogle områder og brancher. Indenfor tobaksindustrien, og ikke mindst indenfor byernes konfektions- og rengøringsfag voksede hjemmeproduktionen endda. Også håndværkene gennemførte i det store og hele en vellykket tilpasning til de nye betingelser i industrisamfundet. I stedet for fremstilling kom der ikke sjældent reperationsopgaver, f.eks. for skomagere eller skræddere. Andre gamle fag, såsom bygningshåndværk eller næringsmiddelproduktion, havde endda direkte fordel af forandringerne i form af stigende efterspørgsel.

### Handel, transport og servicesektoren
Udover private sektor udviklede der sig en voksende offentlig tjenesteydelsessektor i kejserriget. Fra 1870'erne blev jernbanerne i Tyskland og især i Preussen opkøbt eller udbygget af staten. Skinnenettet voksede ganske vist ikke så hurtigt som i de foregående årtier, men de transporterede mængder voksede kraftigt. Også i den højmoderne informationsteknik såsom telegraf, post og telefon var det offentlige involveret. Dette medførte at antallet af beskæftigede i den offentlige sektor voksede betragteligt. Udover det relativt beskedne antal embedsmænd i forvaltningen var der millioner af ansatte i postvæsenet og ved jernbanerne.
Med urbaniseringen voksede også detailhandelens betydning. Der opstod købmandsforretninger og specialforretninger, og i storbyerne åbnedes der de første varehuse. Brugsforeninger og enhedsprisforretninger skærpede konkurrencen i detailledet.
I banksektoren opstod der – udover de gamle institutioner, som ydede lån til landbruget – moderne realkreditbanker til finansiering af fast ejendom. Ikke kun for privatkunder men også for den regionale middelstand blev sparekasserne og kreditforeningerne af stigende betydning. Ved finansieringen af industrien var det første og fremmest de store kreditbanker som var vigtige. Her opstod der i 2. halvdel af 1800-tallet ved sammenslutning af de oprindelig lokalt organiserede banker store bankaktieselskaber, som hovedsagelig hørte hjemme i Berlin eller Rhinlandet, såsom f.eks.Deutsche Bank og Dresdner Bank.

## Samfund

### Befolkningsudvikling
I lighed med de forudgående industrialiseringsfaser foregik udviklingen i de forskellige regioner yderst forskellig. Samlet set kan man se to tendenser. En mellem det industrialiserede vesten og landbrugsområderne i øst og en anden tilsvarende mellem nord og syd. Meget tyder på, at de regionale økonomiske modsætninger voksede i perioden.
Trods konjunkturnedgang voksede befolkningen i Tyskland fra 1873 til 1895 med stor fart fra ca. 42 til 53 mio. selv om der i samme tidsrum udvandrede ca. 2 mio. tyskere. At denne enorme vækst ikke førte til voksende fattigdom skyldtes i første række, at industrien trods alle kriser fortsatte med at vokse og skabe nye arbejdspladser. Disse opstod først og fremmest i erhvervsområderne i byerne. Frem til 1913 voksede befolkningstaller igen kraftigt til 67 mio. I den forbindelse steg det gennemsnitlige antal indbyggere pr. km² fra 76 i 1871 til 120 i 1910. Der var imidlertid store forskelle mellem regionerne.

### Udvandring og indenlandske vandringer
Væksten i befolkningstallet forløb meget forskelligt i de forskellige regioner. Mens der omkring storbyerne skete en stor vækst i befolkningstallet var væksten i landbrugsområderne langt mindre. Særlig stærk var væksten i Storbyerne Berlin, Hamburg og Bremen, industriområderne i Rheinland-Westfalen og især Ruhrområdet), men også i de mellemtyske og øvreschlesiske industriområder.
Befolkningsvæksten forstærkede det befolkningspers, som siden tiden efter Napoleonskrigene havde været drivkraften i den oversøiske udvandring. Udvandringen fortsatte i kejserrigets første årtier og nåede i 1880'erne og 1890'erne sit højdepunkt.
Derefter blev den afløst af indenlandske vandringer. De udviklede sig til den "største massebevægelse i Tysklands historie". I 1907 viste statistikken, at 48% af indbyggerne boede udenfor deres fødested, dvs. at hver anden borger på en eller anden måde havde deltaget i de indenlandske vandringer, som i dette omfang er enestående sammenlignet med andre europæiske lande. Arbejdssøgende havde allerede i længere tid flyttet til industriområderne fra oplandet, og senere længere og længere væk fra. I Ruhrområdet skønner man, at arbejdskraftreserven i det omliggende Sauerland og Münsterland allerede var udtømt i 1870'erne. Fra 1880'erne og i større grad i 1890'erne voksede de længere vandringer, og folk flyttede hen over provins eller delstatsgrænser. Særlig udprægede var vandringerne fra øst mod vest, dvs. fra de preussiske provinser til Berlin eller industriområderne i Rheinland-Westfalen. Frem til 1907 havde 1,94 mio. mennesker forladt provinserne øst for Elben såsom Østpreussen, Vestpreussen og Posen og omkring 24% af de, som var født i disse provinser, boede på daværende tidspunkt i andre dele af Tyskland. Heraf boede ca. 400.000 i Ruhrområdet og 360.000 i Berlin og omegn. Frem til 1914 udvandrede alene 450.000 fortrinsvis polsk eller masurisk talen preussiske indbyggere til Ruhrområdet. Den nye sammensatte befolkning adskilte sig på forskellige måder (f.eks. ved at tale Ruhrtysk) fra de omkringliggende områder.
Hovedparten af de som flyttede langt, gjorde det alene, fortrinsvis ugifte unge mænd. Ved de korte vandringer, dvs. indenfor en provins, var kvinder, der oftest søgte arbejde som tjenestepiger, overrepræsenteret. Senere hentede de østtyske tilflyttere ofte kvinder og andre familiemedlemmer til. Modsatrettede vandringer var også normale, f.eks. når folk kom op i alderen eller når konjunkturerne var dårlige. I nogle områder udviklede der sig forskellige former for regelmæssigt sæsonarbejde. Således kom der hvert år mange bygningsarbejdere fra Sauerland til Ruhrområdet, hvor de arbejdede i nogle måneder, hvorefter de tog hjem om vinteren. Med indførelsen af billige arbejderbilletter med jernbanen voksede antallet af pendlere betydeligt. Begge former for midlertidige flytninger gjorde det unødvendigt at foretage en permanent flytning og gjorde det muligt for ikke mindst ejere af små urentable gårde at beholde deres jord.

### Urbanisering
De indenlandske vandringer var utvivlsomt en lettelse for for udvandringsområder og samlet set bidrog vandringerne afgørende til urbaniseringen. I området omkring Berlin voksede befolkningstallet mellem 1890 til 1900 med omkring 323.000. Fra 1900 til 1910 endda med over 600.000.
I industriområderne i Westfalen og ved Rhinen betød tilvandringen mellem 1850 og 1900, at befolkningstallet blev syvdoblet. På dette tidspunkt udgjorde tilflytterne omkring halvdelen af indbyggerne og i de vigtigste tilflytterbyer, såsom Dortmund, Duisburg og Essen var under halvdelen af indbyggerne også født der. Et yderligere aspekt ved mobiliteten var det store antal flytninger indenfor byerne og industriområder. Kun få tilflyttere blev længere end et år i hver by, inden de flyttede videre for at finde et bedre betalt arbejde et andet sted. Konsekvensen var, at flytningerne i industribyerne lå betydeligt højere end det, som var betinget af tilvandringen. Således voksede befolkningen i f.eks. Duisburg i løbet af de 50 år indtil 1900 ganske vist med over 90.000 indbyggere, men i alt registrerede folkeregistrene i samme periode over 710.000 flytninger. I Chemnitz voksede byen mellem 1900 og 1910 med ca. 73.000, men det dækkede over 420.000 tilflytninger og 385.000 fraflytninger. Ikke sjældent var antallet af flytninger 10 gange så stor som befolkningstilvæksten.
Først og fremmest ved tilvandringen voksede hastigheden i byernes vækst efter midten af det 19. århundrede. Mens der i 1875 var 75 mellemstore byer på 20.000 – 100.000 indbyggere og 8 storbyer med over 100.000 indbyggere var der i 1910 allerede 223 mellemstore og 48 storbyer. Berlin voksede i denne periode fra 826.000 til 2.071.000 og Hamburg fra 290.000 til 931.000 indbyggere. München og Leipzig nåede op ca. 600.000 indbyggere inden 1914, Dresden havde 550.000 indbyggere mens Köln og Breslau havde mere end 510.000. Et ekstremt eksempel på hvor stor en kraft industrien kunne have på byudviklingen så man i Gelsenkirchen, hvor indbyggertallet ti-dobledes mellem 1871 og 1910 til ca. 170.000. Kraftig vækst i indbyggertallet så man også i byerne Duisburg, Dortmund, Essen og Düsseldorf, men også en by som Kiel voksede kraftigt som følge af udbygningen af flådehavnen. Som eneste tekstilby kunne Plauen notere en høj vækst, mens byer som Elberfeld og Barmen stod i stampe. Mannheim drog fordel af sin flodhavn, Saarbrücken voksede som en del af det saarlandske kul- og stålområde og Nürnberg på grund af sine mange forskellige industrier.
Mens 64% af befolkningen i 1871 fortsat boede i kommuner med under 2.000 indbyggere og kun 5% i storbyer på over 100.000 indbyggere var der allerede i 1890 lige mange på landet og i byerne. I 1910 boede kun 40% i kommuner med mindre end 2.000 indbyggere, 27,4% boede i mellemstore byer (5.000 – 100.000) og 21,3% i storbyerne.
Det tættest befolkede område var i rhinprovinsen og den westfalske del af Ruhrområdet. I dette industriområde boede der kort før 1. verdenskrig 75% af indbyggerne i bykommuner, også selv om de ikke alle i juridisk forstand havde opnået denne status. Af bybefolkningen i dette område boede halvdelen allerede i storbyer. Også det efter begyndelsen på industrialiseringen forholdsvis tæt befolkede Sachsen opnåede under kejsertiden et yderligere skub i væksten og havde tilsvarende befolkningstæthed som i de to preussiske vestprovinser.
I storbyerne og frem for alt i de svulmende nye byer i Ruhrområdet blev nye bydele ofte opført uden nogen form for planlægning, da de var resultatet af privat spekulation, og det varede længe inden det lykkedes byforvaltningerne og kommunalpolitikerne at gribe ind og strukturere dem. Under kejsertiden udviklede der sig en bystruktur, som har fungeret indtil i dag. Byens centrum blev til en repræsentativ city, og rundt omkring den opstod der tydeligt genkendelige handels- og beboelseskvarterer, borgerlige beboelseskvarterer, arbejderkvarterer, industriområder og andre bymæssige funktionsområder. Alligevel var livet i byen, trods alle fremskridt, netop for grupperne med små- og mellemstore indkomster kendetegnet ved bolignød. Således førte manglen på boliger i industriområderne til en vækst i antallet af boligløse. I storbyer som Berlin opstod der hele bydele med lejekaserner. Derimod opstod der frem for alt indenfor minedriften hele kvarterer med fabriksejede lejligheder til deres fastansatte. Uafhængigt af hvorledes der blev reageret på bolignøden var den forbundet med en social lagdeling. Mens borgerlige boligkvarterer blev placeret langt væk fra stanken fra industriforetagenderne, lå arbejderkvartererne lige i nærheden.
Byudviklingen havde dermed ikke kun en kvantitativ men også en kvalitativ dimension. Leveforholdene i byerne, og ikke mindst i storbyerne, adskilte sig omkring år 1900 grundlæggende fra livet i småbyerne eller på landet, som f.eks. den samtidige Georg Simmel beskrev det i sit banebrydende arbejde "Die Großstadt und das Geistesleben".

### Socialgrupper
Et kendetegn ved den sociale struktur i kejserriget var, at der ganske vist var en markedsbetinget klassedeling under opbygning (frem for alt de forskellige arbejdstagergrupper og det erhversmæssige borgerskab) således som Max Weber havde defineret det, men at der samtidig stadig eksisterede standsmæssige strukturer, såsom adelen. Det talmæssige omfang er i den sammenhæng svært at fastlægge. På grundlag af samtidens talstatistik fremkom Gustav Schmoller allerede dengang med en ofte citeret vurdering, som imidlertid af nogle moderne forskere betragtes som middelklassetung (f.eks. Ullmann). Ifølge Statistisches Reichsamt var der i 1895 12 mio. husholdninger. Schmoller anfører, at der til det han kalder den aristokratiske og formuende top i samfundet kun hører 0,25 mio. husholdninger. Til disse medregnede han bl.a. de større jordbesiddere og virksomhedsejere, de højestrangerende embedsmænd, læger og rentierer (dvs. folk som levede af deres formue). Til den øvre middelklasse medregnede han mellemstore jordbesiddere og virksomhedsejere, de fleste højere embedsmænd, og mange i liberale erhverv. Denne gruppe omfattede 2,75 mio. husholdninger. Omkring 3,75 mio. familier tilhørte den lavere middelklasse (småbønder, håndværkere, mindre handlende, lavere rangerende embedsmænd, værkførede og endog de bedrestillede arbejdere. Til underklassen medregnede han frem for alt lønarbejderne, de lavtrangerende embedsmænd (især ved post og jernbane) foruden fattige håndværkere og småbønder. Denne gruppe udgjorde omkring 5,25 mio. familier. Social mobilitet foregik fortrinsvis indenfor de forskellige sociale lag og kun sjældent blev grænserne overskredet. Når det overhovedet skete var der i reglen tale om at det skete mellem den ene generation og den næste. Foruden forskelle mellem klasser og lag blev kejserriget også gennemskåret af andre skillelinjer. Hertil hørte forskelle mellem land og by og mellem de forskellige religioner.

#### Borgerskab og middelstand
Borgerskabet var ikke en homogen gruppe, men var opdelt i mange forskellige. Antallet og betydningen af erhvervsborgerskabet voksede tydeligt i kejserrigets tid. Indenfor denne gruppe begyndte der at opstå et storborgerskab, efterhånden som industrifolk, bankfolk og storkøbmænd skilte sig ud og klart tilhørte toppen i samfundet. Det uddannede borgerskab voksede i takt med at mange fag udviklede sig i en akademisk retning – såsom arkitekter og ingeniører, samtidig mistede det meget af sin indesluttethed, som byggede på en fælles uddannelsesmæssig baggrund og selvforståelse. Udover de traditionelle småborgere i form af håndværkere og småhandlende opstod der en ny middelstand af funktionærer og embedsmænd. Trods alle forskelle var denne højest forskelligartede gruppe klar afgrænset til det voksende antal arbejdere.

#### Arbejdere
Antallet af arbejdere fordobledes alene mellem 1882 og 1907 til 8,6 mio. Denne vækst skyldtes i første række industrien og minedriften. Indadtil var gruppen af industriarbejdere fortsat meget forskellige. Således var betalingen af kvinder og ældre tydeligt lavere end den til yngre mænd. Ganske vist boede en stigende andel af arbejderne i storbyer, hovedparten boede imidlertid i mellemstore og små byer. Mange boede fortsat i landsbyer og havde derfor landlige værdiforestillinger og adfærdsmønstre. Der var også stor forskel mellem de som altid havde boet et sted og tilflytterne. Yderligere differentiering fremkom gennem den erhvervsmæssige aktivitet og kvalifikationerne. Tendensen gik i retning af, at antallet af arbejdere med en håndværksuddannelse gik tilbage, mens gruppen af ufaglærte eller tillærte voksede.
Fælles for dem var imidlertid de fortsat lange arbejdstider, selv om disse var faldet til 53 timer om ugen i 1914. Arbejdet blev mere intensivt og underlagt større kontrol. Det var stadig fortrinsvis manuelt, og var ikke sjældent sundhedsfarligt. Det drejede sig i de fleste tilfælde også om fysisk anstrengende arbejde. Frem for alt i de store virksomheder var der klare hierarkier og regler. Dette tydeliggjorde de erhvervsdrivendes krav på at lede arbejdet.
Renset for konjunktursvingninger voksede reallønnen i kejsertiden tydeligt og leveforholdene blev forbedret uden at der hermed var tale om en sikker tilværelse. Frem for alt i byerne skabte det fælles liv i arbejderkvartererne en følelse af sammenhold, hvilket arbejdernes organisationer også bidrog til. I kejsertiden udvikledes der med arbejderkulturen en subkultur, som var adskilt fra den borgerlige verden, men dog var baseret på den borgerlige kulturs værdier.

#### Adel
Adelen befandt sig omkring år 1900, trods industrialisering og urbanisering, fortsat i samfundets top. Den forsvarede fortsat sin sociale eksklusivitet og sin høje sociale prestige og afgrænsede sig tydeligt var storborgerskabet. Imidlertid svækkedes landbrugserhvervets placering som adelens økonomiske grundlag. Samtidig lykkedes det adelen at opretholde sin stærke stilling i stat, forvaltning og militær. Ganske vist faldt antallet af adelige i offentlig tjeneste, men jo højere rangeret en stilling var, jo flere adelige fandt man.

#### Befolkningen på landet
Industrialiseringen havde også betydning for samfundet på landet. I industrinære områder kunne småbønder ganske vist fastholde deres ejerskab til jorden, ved at pendle ind til fabrikkerne. Ved sæsonarbejde forsøgte også småbønder med længere til industriområderne at opretholde deres landbrug, men mange af dem blev tvunget til varig udvandring. Antallet af landarbejdere fald såvel procentuelt som absolut. Det skyldtes ikke kun afvandring til byerne men også ændrede driftsformer i landbruget.

## Fagforeninger og erhvervsmæssige interesseorganisationer
Et kendetegn ved denne epoke var fremkomsten og udbredelsen af interesseorganisationer. Med særlig stor succes organiserede landmænd fra hele riget sig i Bund der Landwirte som også havde nationale og antisemitiske tendenser. Foreningen blev i hele perioden ledet af landmænd som stammede fra den østlige del af Tyskland. Foreningen var baseret på en veludbygget organisation med millioner af medlemmer. Et stor antal medlemmere i rigsdagen og de forskellige landdage kunne takke foreningens støtte for at de havde opnået deres mandat, og de stod derfor politisk i gæld til BdL. Knap så vellykket i denne sammenhæng var industriforeningerne, såsom Centralverband deutscher Industrieller, men også dem lykkedes det gennem et vellykket lobbyarbejde i baggrund, f.eks. i spørgsmålet om beskyttelsestold, at påvirke politikken. Tilknyttet de store industriforeninger CdI og Bund der Industriellen var arbejdsgiverforeningerne, som opstod i 1890'erne, og primært var rettet mod fagforeningernes krav om medindflydelse. Udover de store interesseorganisationer var der talrige andre erhvervsorganisationer. Alene indenfor områderne industri, håndværk og handel var der i 1907 500 forbund med ca. 2.000 tilknyttede organisationer.
Et aspekt i sammenkædningen af politik og interesserepræsentantion var fremkomsten af ideologisk betingede fagforeninger. De havde basis i venstreliberalismen, katolicismen og socialdemokratiet. I den sammenhæng havde de såkaldt frie fagforeninger i miljøet omkring SPD efter ophævelsen af socialistloven det største medlemstal. I vigtige industriområder, såsom Ruhrområdet, var de kristelige fagforeninger til dels lige så stærke eller endog stærkere. Hertil kom at der her efter århundredskiftet opstod fagforeninger for polsktalende minearbejder, således at de ikke-socialistiske fagforeninger også samlet set havde stor betydning.
Især de venstreliberale havde det svært med denne nye form for politik. Ganske vist havde der siden 1860'erne eksisteret liberale fagforeninger, men deres medlemstal forblev forholdsvis beskedne. Indenfor det katolske miljø var udviklingen mere differentieret. Det katolske Centrumsparti vedblev i vidt omfang med at være for fremtrædende borgere, og udviklede sig ikke til et moderne medlemsparti. Frem for alt landbrugerne i det katolske Tyskland var gennem præsten, kirken og de traditionelle sogneforeninger knyttet til lokalsamfundet. I industriområderne og byerne blev den katolske arbejderbefolkningen integreret i samfundet gennem Volksverein für das katholische Deutschland og de kristelige fagforeninger, som rummede millioner af medlememr.

## Starten på regulerings- og socialstaten
Udbygningen af den moderne regulerings- og socialstat var en reaktion på følgerne af industrialiseringen. Mens staten i den første halvdel af århundredet havde været præget af en liberal ideologi og havde holdt sig tilbage med indgreb i økonomi og samfund ændrede dette sig klart i kejserriget. En konkret årsag var de sociale følger af den økonomiske krise i 1873 og hertil kom den grundlæggende politisering af samfundet. Som følge heraf blev sociale konflikter politiserede og blev en del af den politiske diskussion og måtte i sidste ende løses politisk.
Instrumentet hertil var i første omfang en voksende og langt mere differentieret forvaltning. Ikke mindst forvaltningen af tjenesteydelser voksede på statsligt og især på kommunalt niveau.
Staten baserede sig på politi og forvaltning og koncentrerede sig frem for alt om fire områder: finanspolitik, valutapolitik, erhvervspolitik og socialpolitik.
En direkte reaktion på de sociale spørgsmål, som blev mere påtrængende i takt med at antallet af arbejdere voksede, var socialpolitikken. Den var i begyndelsen først og fremmest et kommunalt anliggende inden for forsørgelsen af de fattige. I forbindelse med de indenlandske vandringer flyttede ansvaret for forsørgelsen fra oprindelses- til bopælskommunen. Den var i den forbindelse mest orienteret mod det såkaldte Elberfelder system, som var kendetegnet ved en decentral forvaltning, frivillig omsorg for de fattige og et forsøg på at give hjælp til selvhjælp. Imidlertid begyndte storbyerne at formalisere dette arbejde og drive det med fuldtidsansat personale (fortrinsvis kvinder). Med urbaniseringen kom der desuden nye kommunale opgaver såsom organisering af beskæftigelsesprojekter og arbejdsanvisning, men også børne- og ungdomsforsorg samt sundshedsvæsen. Alt i alt overtog byerne en betragtelig del af forsorgen og indtog en rolle ved siden af de forskellige velgørende organisationer.
Den statslige socialpolitik havde et andet sigte. Den koncentrerede sig med socialforsikring, sikkerhed på arbejdspladserne og arbejdsret mest om "arbejderspørgsmålet". Hvordan denne løsning skulle se og ud og hvilken rollen staten skulle indtage var imidlertid omstridt. I starten var diskussionen præget af liberale holdninger, som primært satsede på hjælp til selvhjælp. I det uddannede borgerskab, og ikke mindst blandt de såkaldte "katedersocialister" i foreningen for socialpolitik var der imidlertid klare krav om et stærkere statsligt engagement. Otto von Bismarcks regering, som længe blev støttet af de liberale, var i første omgang splittet i dette spørgsmål, men endte med at enes om en statslig løsning. I den forbindelse handlede det ikke kun om speksis overfor hvor effektiv den liberale metode ville være. Et vigtigt aspekt var, at der gennem socialpolitikken, og ikke mindst ved hjælp af socialforsikringen, kunne skabes politisk kapital. Den statslige omfordelingspolitik skulle knytte arbejderne til staten, og var i en vis forstand en positiv modpol til den undertrykkende socialistlov. Efter en årelang diskussion om detaljerne indførtes i 1883 sygeforsikringen og i 1884 den lovpligtige ulykkesforsikring samt invalide- og aldersrente. Disse var ikke kun "Bismarcks socialforsikring", som den i dag kaldes, men var resultatet af forslag som talrige organisationer, partier og dele af embedsværket havde modificeret betydeligt i forhold til de oprindelige forslag.
Kendetegn ved socialforsikringerne var at de var obligatoriske for en stor del af arbejderbefolkningen, at de var offentlige og de var selvforvaltende. Ydelser var ikke primært baseret på behov (som ved fattighjælpen), men på de indbetalte bidrag. I de følgende år blev reglerne modificeret og i 1911 blev de sammenfattet i loven om rigsforsikringsordninger. Samme år indførtes der en særlig invalide- og aldersforsikring for funktionærer med bedre betingelser, som bidrog til at uddybe den sociale kløft mellem arbejdere og funktionærer. Socialforsikringen lindrede ganske vist den sociale nød, men især på grund af de ret lave ydelser kunne de ikke fjerne den. Desuden manglede der med arbejdsløshedsforsikringen en vigtig pille i hele systemet. Mest skuffet blev håbet om, at man ved hjælp af denne lovgivning kunne holde arbejderne borte fra den socialdemokratiske bevægelse.

## Eksterne Henvisninger
- Even Marstrand: "Tyskland som Industristat" (Nationaløkonomisk Tidsskrift, 3. række, Bind 27; 1919)
- Information til skoleelever
- Informationer fra Politische Bildung Berlin-Brandenburg Arkiveret 4. oktober 2007 hos  Wayback Machine
- Information fra Universität Münster
- Information fra Deutsche Historische Museum Arkiveret 2. april 2010 hos  Wayback Machine